# Dinkelidunk
Dinkelidunk är en svensk musikgrupp för barn där barnen får deltaga. Bandet består av Krakel Spektakel (Ulf Turesson), Kusin Vitamin (Caroline Ulvsand) och Dinkelidunk (Inge Pettersson).

## Medlemmar
- Ulf Turesson – Sång, gitarr och slagverk
- Caroline Ulvsand – Sång, saxofon, dragspel och slagverk
- Inge Petersson – Basklarinett och sång

## Diskografi
- 1996 – Bästa Hellsingar
- 2003 – Tre i en balja